# Lankanectes pera
A Lankanectes pera a kétéltűek (Amphibia) osztályának békák rendjébe, a Nyctibatrachidae családjába, azon belül a Lankanectes nembe tartozó faj. Srí Lanka endemikus faja.

## Nevének eredete
A „pera” név a Srí Lanka-i Peradeniya Egyetemre utal, amit az öregdiákok kedveskedve Pera néven emlegetnek.

## Előfordulása
A Lankanectes pera Srí Lanka Dothalugala, Bamabarella és Riverston régióiban a Knuckles-hegység legmagasabb csúcsain, kb. 1100 m magasságban honos. Élőhelye a hegyvidéki erdők patakjai. Élőhelyének területe mintegy 89 km².

## Megjelenése
A Lankanectes pera közepes termetű békafaj, a hímek hossza 66,0-68,7 mm, a nőstényeké 42,4-55,8 mm. Teste zömök. Fejének felső fele lapos. Pofája hátulról és oldalról nézve lekerekített. Orrnyerge domború. A felső ajak szélein határozott gumók láthatók. Orrlyukai oválisak, egymáshoz közel, hátul helyezkednek el, szélei vaskosak. A tympanum hiányzik. Az ekecsonti fogak agyarszerűek (hímeknél kiemelkedőbbek), a test tengelyéhez képest 60 fokos szöget zárnak be. Nyelve nagy. Az állkapcson két agyarszerű nyúlvány található. Fejének és testének hátoldali felszínét számos markáns bőrredő és mirigyes, fehér végű szemölcs borítja. Mellső lábai rövidek, erősek, ujjai vékonyak. Az ujjak hegye lekerekített, megnagyobbodott, ujjai végén nincsenek korongok, ujjai között nincsenek úszóhártyák.
Háti oldala csokoládébarna, egyenlőtlen sötétbarna foltokkal. A számos kiemelkedő hullámvonal barázdái világosabb színűek, elszórtan világosbarna foltokkal. A szemei közötti területen világosbarna, sötétbarna/fekete színekkel szegélyezett sáv húzódik.

## Természetvédelmi helyzete
A vörös lista a súlyosan veszélyeztetett fajok között tartja nyilván. Populációja csökkenő tendenciát mutat. A faj számára a mezőgazdaság, a lakott területek terjeszkedése, a fakitermelés és a turizmus jelentenek veszélyt. 